# Manoir de Keral
Le manoir de Keral est situé à Grand-Champ en France.

## Localisation
Le manoir est situé sur le territoire de la commune de Grand-Champ, au lieu-dit Keral, dans le département du Morbihan en région Bretagne.

## Description
Le manoir date du XVIIe siècle. Édifice à un étage carré construit en moellons de granite et de schiste. Toiture à longs pans recouverte d'ardoises, pignon découvert. Escalier demi-hors-œuvre : escalier à vis sans jour.

## Historique
Manoir du milieu du XVIIe siècle. Cheminée datée 1659, portant un écu à neuf macles (comme Rohan). Blason non identifié sur le linteau de la porte de l'escalier. Le colombier mentionné sur le cadastre ancien est détruit.
Il est inscrit à l'inventaire général du patrimoine culturel.